# Caspar René Gregory

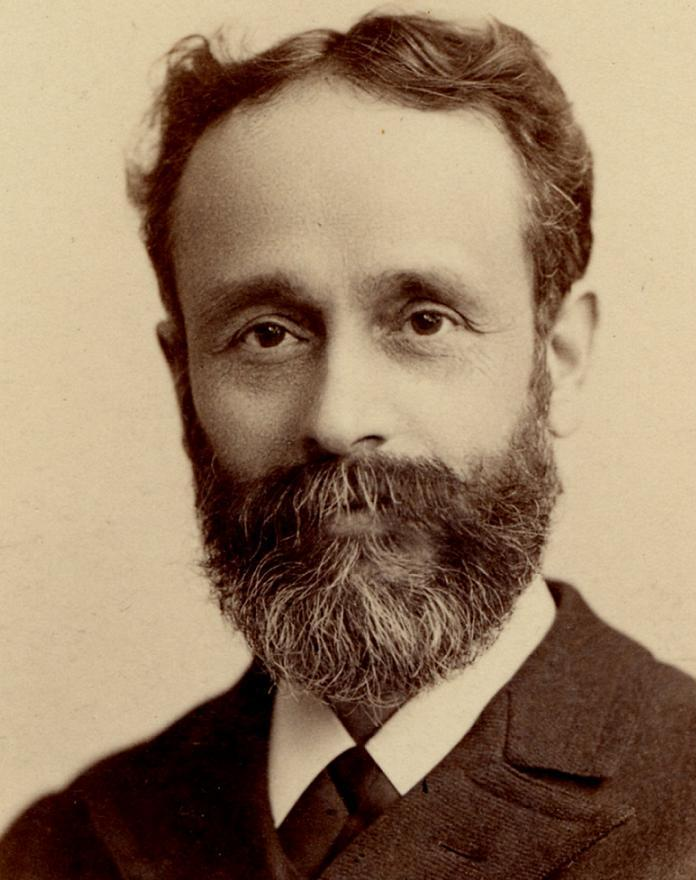
Caspar René Gregory

Caspar René Gregory (* 6. November 1846 in Philadelphia; † 9. April 1917 in einem Feldlazarett bei Neufchâtel-sur-Aisne, Frankreich) war ein deutsch-amerikanischer Theologe.

## Leben
Gregory hatte französische Vorfahren. Sein Urgroßvater René Gregory schloss sich als französischer Offizier 1777 begeistert dem Hilfsheer für den Amerikanischen Unabhängigkeitskrieg Lafayettes an und verblieb durch Heirat in Amerika. Sein Vater Henry Duval Gregory, ein reformierter Presbyterianer, wirkte durch seine puritanische Strenge auf ihn prägend.
Gregory studierte nach dem Besuch der Schule seines Vaters Theologie an den beiden Seminaren der Presbyterianer: 1865–1867 in Philadelphia und 1867–1873 in Princeton (New Jersey). Er entschloss sich 1873, sein Studium in Leipzig unter Konstantin von Tischendorf fortzusetzen. Seine Arbeit zur neutestamentlichen Textforschung begann er durch die Anregung seines Lehrers Ezra Abbot. Sein Plan, unter Tischendorf zu studieren, wurde bereits 1874 durch dessen Tod unterbrochen. Er führte jedoch Tischendorfs Arbeit weiter.
Gregory habilitierte sich 1884 und wurde 1889 außerordentlicher Professor und 1891 ordentlicher Honorarprofessor in Leipzig. Den philosophischen Doktortitel erlangte er 1876 mit der Dissertation Grégoire, the priest and the revolutionist. Der Erstgutachter war hierbei der Historiker Georg Voigt. Auch die im Universitätsarchiv Leipzig befindliche Promotionsakte besagt das Gleiche. Gregory besaß offenbar mehrere Doktortitel. Karl Josef Friedrich (S. 130) spricht in seinem Lebensbild Gregory gar als einen fünffachen Doktor an. Bezeugt ist zumindest auch ein in Leipzig 1889 erlangter theologischer Doktortitel, 1893 wurde er Ehrendoktor der Universität Leipzig. Zusammen mit dem Politiker Friedrich Naumann und dem Juristen Rudolph Sohm war er an der Gründung des Nationalsozialen Vereines beteiligt. Mit dem Leipziger Theologen Adolf von Harnack verband ihn eine enge Freundschaft.
Als der älteste deutsche Kriegsfreiwillige trat der Deutsch-Amerikaner Gregory, seit 1881 sächsischer Staatsbürger, im August 1914 immerhin bereits 67-jährig in das deutsche Heer ein. Nach zwei Jahren wurde er Leutnant. Er starb im Lazarett an der Westfront 1917 und wurde auf der Deutschen Kriegsgräberstätte Asfeld bestattet.
Gregory war Mitglied in der Sängerschaft Arion sowie der Freimaurerloge Apollo in Leipzig. 1891 wurde er zum Mitglied der American Philosophical Society gewählt.

## Bedeutung
Um die Erforschung der neutestamentlichen Handschriften und um die Textkritik des Neuen Testaments hat sich Gregory bedeutende und bleibende Verdienste erworben. 1908 erschien sein Werk Die griechischen Handschriften des Neuen Testaments. Dieses Werk vereinheitlichte die Bezeichnungen der neutestamentlichen Handschriften und erleichterte so die Forschung am Text ganz wesentlich. Seine Nummerierung der Textzeugen wurde später von Kurt Aland aktualisiert und erweitert und heute noch ist die Nummerierung nach Gregory-Aland allgemeiner Standard.
Man kann auch sagen, dass die neutestamentliche Handschriftenkunde neben von Tischendorf auch von ihm mitbegründet wurde. Er wurde als ein ausgesprochener „Menschenfreund“ geschildert.

## Widmungen

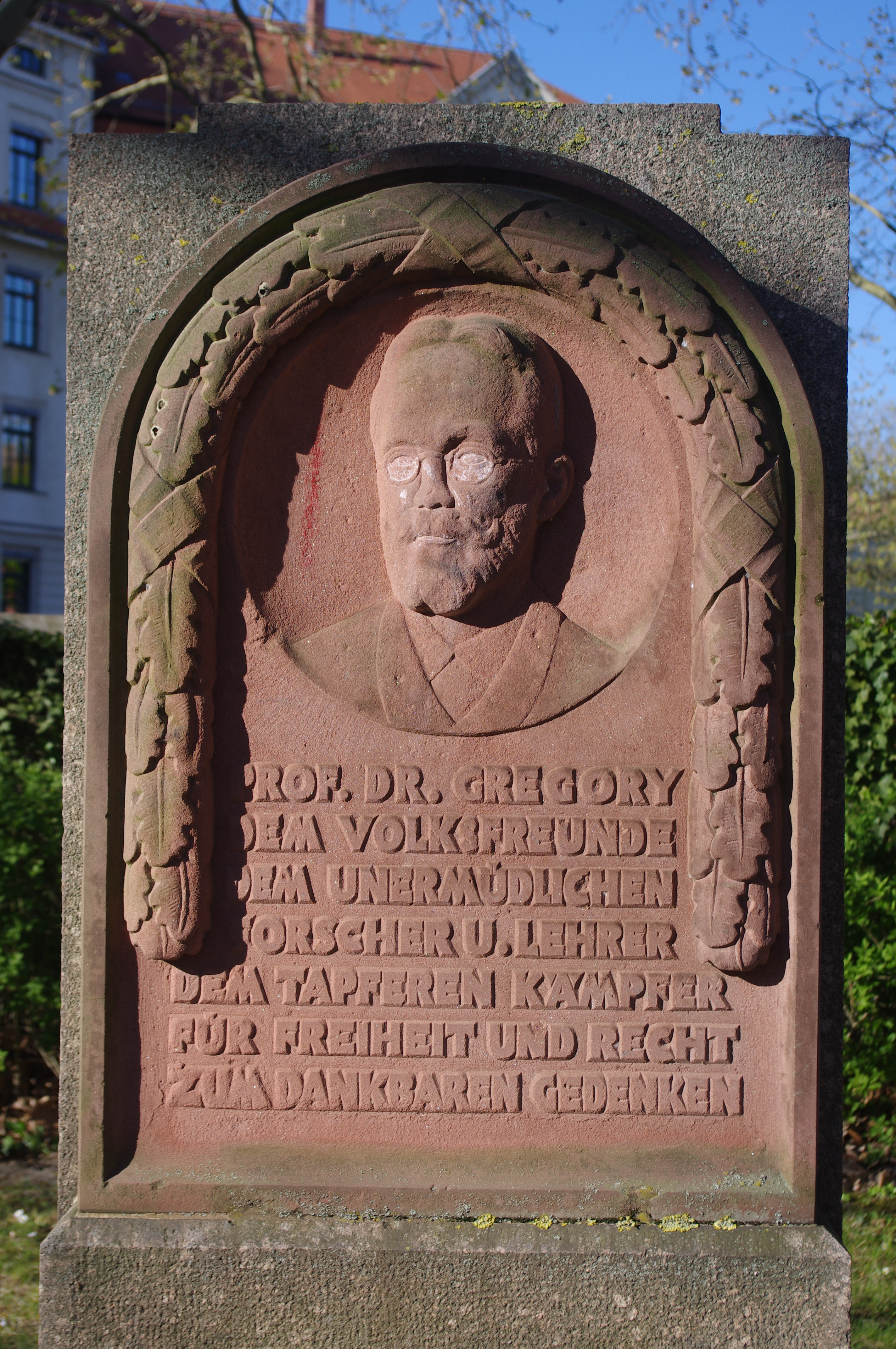
Gregory-Denkmal in der Naunhofer Straße in Leipzig

Neben seinem Werk erinnern an ihn ein von Willmar Schwabe gestifteter Gedenkstein mit Reliefporträt vor der Neuen Nikolaischule in der Naunhofer Straße im Leipziger Stadtteil Stötteritz. Die Inschrift auf dem Relief lautet:
Ein kleiner ca. 600 m entfernt von dem Denkmal befindlicher Spielplatz heißt Gregoryplatz.

## Werke
- Prolegomena zu Tischendorfs Novum Testamentum Graece (editio VIII. critica major), 2 Bände, 1884–1894 (dt. Neubearb.: Textkritik des NT, 3 Bände, 1900–1909)
- Canon and Text of the New Testament. Edinburgh 1907 (archive.org).
- Das Freer-Logion. Leipzig 1908 (archive.org).
- Die Textkritik des Neuen Testaments. Leipzig 1900 (archive.org).
- Die Textkritik des Neuen Testaments. Band 2, Leipzig 1902 (archive.org).
- Die griechischen Handschriften des Neuen Testaments. Leipzig 1908 (openlibrary.org).
- Einleitung in das Neue Testament. 1909 (archive.org).
- Vorschläge für eine kritische Ausgabe des griechischen Neuen Testaments. 1911 (archive.org).
- Die Koridethi-Evangelien. 1913 (Textarchiv – Internet Archive).
- Hermann Guthe (Hrsg.): Zu Fuß in Bibellanden. 1919.